# Hans-Jürgen Hellriegel

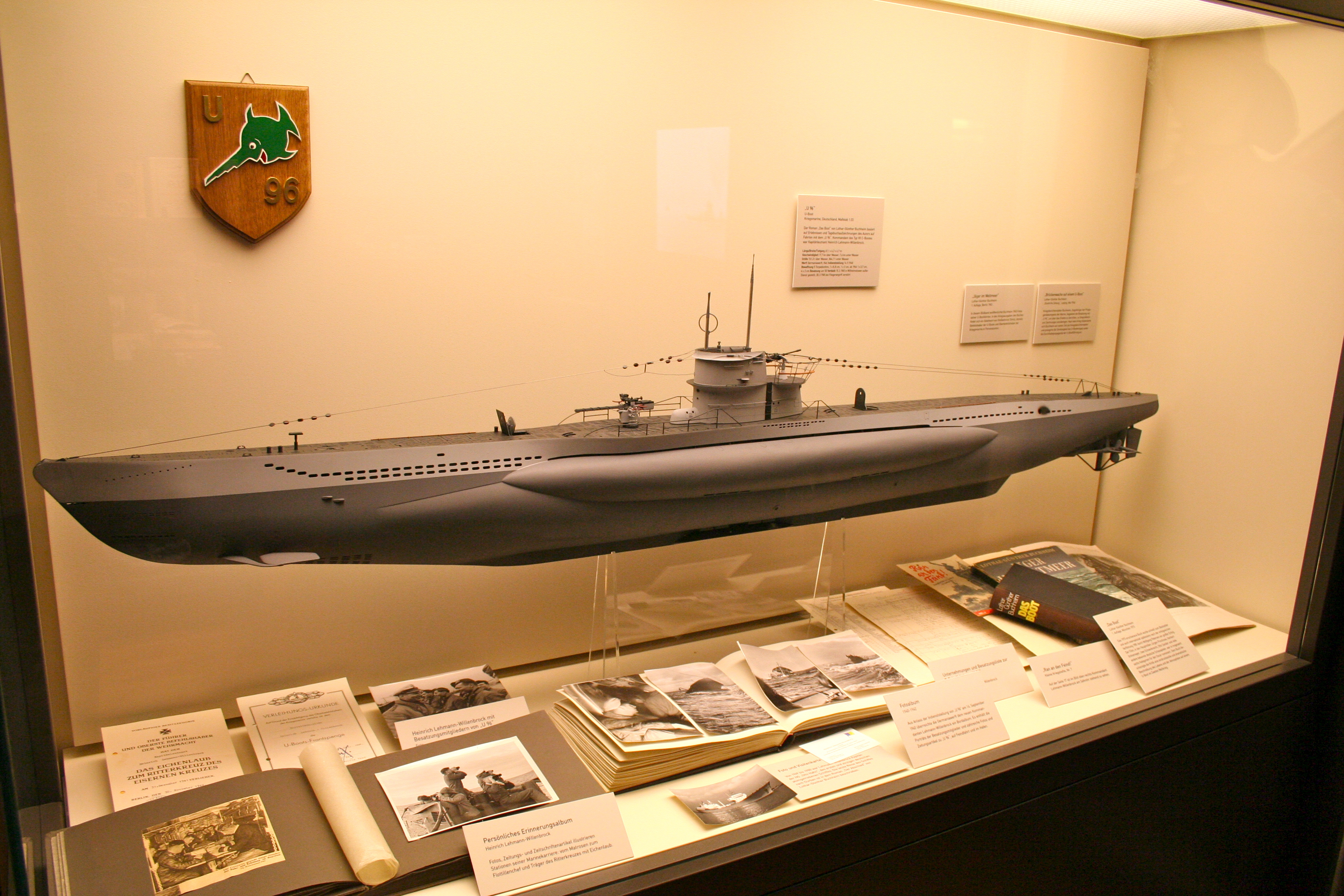
Met de U 96 kelderde Hans-Jürgen Hellriegel vier schepen.

Hans-Jürgen Hellriegel (Berlin-Wilmersdorf, 16 juni 1917 - Atlantische Oceaan ten zuidwesten van Tenerife, 2 juli 1944) was een Duits U-bootkapitein in de Tweede Wereldoorlog. Hij voer op de U 140, U 96 en U 543 en kelderde vijf schepen.

## Opleiding
Hans-Jürgen Hellriegel diende in april 1936 zes maanden op de torpedoboot Luchs en ging in oktober 1938 bij de U-boten. In december 1939 ging hij als tweede officier van wacht aan boord van de U 46, onder bevel van kapitein Herbert Sohler en vanaf mei 1940 Engelbert Endrass.

## Sovjetduikboot gekelderd doorU 140

Hans-Jürgen Hellriegel kelderde de Sovjetduikboot M-94

In maart 1941 ging hij van boord om een opleiding tot commandant te volgen en in april kreeg hij het bevel over de Type II U-boot U 140. Hij voer vanuit Gotenhafen twee patrouilles in de Oostzee en kelderde op 21 juli 1941 om 06:55 de duikboot M-94 van de Sovjet-Unie met een enkele torpedo.

## Vier schepen gekelderd metU 96
In april 1942 loste hij kapitein Heinrich Lehmann-Willenbrock af als commandant van de Type VII U-boot U 96 met basis te Saint-Nazaire. Op zijn eerste vaart boekte hij geen succes, maar op zijn tweede vaart lanceerde hij op 10 september 1942 om 16:30 vier torpedo's op konvooi ON-127 en raakte drie schepen: het Belgische vrachtschip Elisabeth van België en de Noorse tanker Sveve zonken en de Britse tanker F. J. Wolfe raakte beschadigd. Hij bracht op 11 september 1942 om 11u50 het Portugese met vis geladen zeilschip Delães tot zinken en bracht op 25 september om 23u57 het Britse passagiersschip New York tot zinken.

## Vergaan metU 543na aanval door vliegtuig

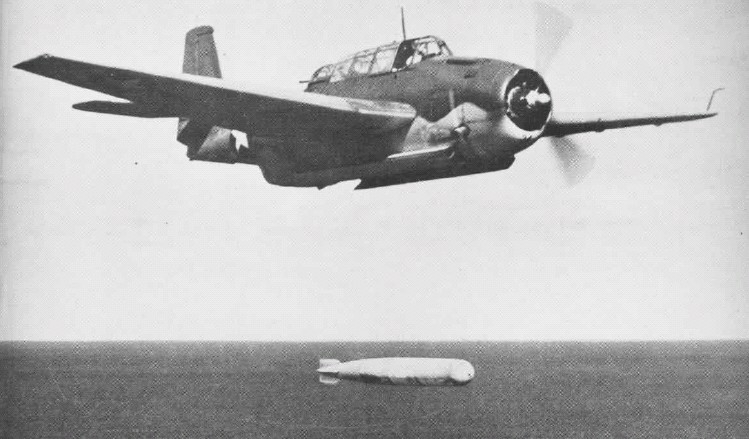
Een Grumman TBF Avenger dropt een torpedo

In maart 1943 verliet hij U 96 en in april kreeg hij het bevel over de Type IX U-boot U 543. Hij voer van Kiel naar Onderzeebootbasis Lorient en tijdens de terugweg op 2 juli 1944 vernietigde een Grumman TBF Avenger vc-58 torpedobommenwerper van het Amerikaanse vliegdekschip USS Wake Island met dieptebommen en een torpedo de U 543 met alle 58 man aan boord.

## Militaire loopbaan
- Offiziersanwärter: 3 april 1936[9][2]
- Seekadett: 10 september 1936[9][2]
- Fähnrich zur See: 1 mei 1937[9][2]
- Oberfähnrich zur See: 1 juli 1938[9][2]
- Leutnant zur See: 1 oktober 1938[9][2]
- Oberleutnant zur See: 1 oktober 1940[9][2]
- Kapitänleutnant: 1 april 1943[9][2]

## Decoraties
- Ridderkruis van het IJzeren Kruis op 3 februari 1944 als Kapitänleutnant en Commandant van de U-543[10][9][2]
- Onderzeebootoorlogsinsigne 1939 op 24 april 1940[9][2]
- IJzeren Kruis 1939, 1e Klasse (3 juli 1940)[11][9][2]	en 2e Klasse (26 april 1940)[11][9][2]